# سوبیسلاو
سوبیسلاو (به چکی: Soběslav) یک منطقهٔ مسکونی و شهرستان دارای شهرک سابقاً روستا در جمهوری چک است که در منطقه تابور واقع شده‌است. سوبیسلاو ۷٬۲۸۶ نفر جمعیت دارد.